# Список послов СССР и России в Венгрии
В статье представлен список послов СССР и России в Венгрии.

## Хронология дипломатических отношений
- 5 сентября 1924 г. — установлены дипломатические отношения. Договор не ратифицирован Венгрией и не вступил в силу.
- 4 февраля 1934 г. — установлены дипломатические отношения на уровне миссий.
- 2 февраля 1939 г. — миссии закрыты. Дипломатические отношения поддерживались через третьи страны.
- 26 октября 1939 г. — возобновлена деятельность миссий.
- 23 июня 1941 г. — дипломатические отношения прерваны правительством Венгрии.
- 25 сентября 1945 г. — дипломатические отношения восстановлены на уровне миссий.
- 2 марта 1948 г. — миссии преобразованы в посольства.

## Список послов
| Срок полномочий                     | Посол                           | Годы жизни | Вручение верительных грамот | Комментарии                                              |
| ----------------------------------- | ------------------------------- | ---------- | --------------------------- | -------------------------------------------------------- |
| СССР                                |                                 |            |                             |                                                          |
| 2 апреля 1934 — 11 ноября 1934      | Адольф Маркович Петровский      | 1887—1937  | 9 апреля 1934               | Полномочный представитель по совместительству            |
| 17 ноября 1934 — 20 ноября 1937     | Александр Артемьевич Бекзадян   | 1879—1938  | 23 декабря 1934             | Полномочный представитель                                |
| Сентябрь 1937 — март 1939           | Виктор Андреевич Плотников      | 1898—1958  |                             | Поверенный в делах                                       |
| 26 октября 1939 — 23 июня 1941      | Николай Иванович Шаронов        | 1901—?     | 7 декабря 1939              | Полномочный представитель до 9 мая 1941, затем посланник |
| 1 октября 1945 — 28 июня 1949       | Георгий Максимович Пушкин       | 1909—1963  | 2 ноября 1945               | Посланник до 28 марта 1948, затем посол                  |
| 28 июня 1949 — 20 ноября 1949       | Арсений Васильевич Тишков       | 1909—1979  | 8 июля 1949                 |                                                          |
| 20 ноября 1949 — 15 июля 1954       | Евгений Дмитриевич Киселёв      | 1908—1963  | 25 февраля 1950             |                                                          |
| 15 июля 1954 — 7 марта 1957         | Юрий Владимирович Андропов      | 1914—1984  | 26 июля 1954                |                                                          |
| 7 марта 1957 — 31 мая 1959          | Евгений Иванович Громов         | 1909—1981  | 14 марта 1957               |                                                          |
| 31 мая 1959 — 6 июля 1960           | Терентий Фомич Штыков           | 1907—1964  | 11 июля 1959                |                                                          |
| 6 июля 1960 — 12 января 1962        | Владимир Иванович Устинов       | 1907—1971  | 17 сентября 1960            |                                                          |
| 12 января 1963 — 19 января 1966     | Георгий Апполинарьевич Денисов  | 1909—1996  | 8 февраля 1963              |                                                          |
| 19 января 1966 — 18 марта 1971      | Фёдор Егорович Титов            | 1910—1989  | 18 марта 1966               |                                                          |
| 18 марта 1971 — 18 января 1982      | Владимир Яковлевич Павлов       | 1923—1998  | 24 марта 1971               |                                                          |
| 18 января 1982 — 9 июля 1985        | Владимир Николаевич Базовский   | 1917—1993  | 18 февраля 1982             |                                                          |
| 9 июля 1985 — 8 июня 1990           | Борис Иванович Стукалин         | 1923—2004  |                             |                                                          |
| 8 июня 1990 — 25 декабря 1991       | Иван Павлович Абоимов           | 1936—      |                             |                                                          |
| Российская Федерация                |                                 |            |                             |                                                          |
| 25 декабря 1991 — 15 ноября 1996    | Иван Павлович Абоимов           | 1936—      |                             |                                                          |
| 15 ноября 1996 — 21 апреля 2000     | Феликс Петрович Богданов        | 1934—2017  |                             |                                                          |
| 21 апреля 2000 — 17 января 2006     | Валерий Леонидович Мусатов      | 1941—2023  |                             |                                                          |
| 17 января 2006 — 23 сентября 2009   | Игорь Сергеевич Савольский      | 1943—2020  |                             |                                                          |
| 23 сентября 2009 — 24 сентября 2014 | Александр Александрович Толкач  | 1948—      |                             |                                                          |
| 24 сентября 2014 — 18 февраля 2021  | Владимир Николаевич Сергеев     | 1952—      |                             |                                                          |
| 18 февраля 2021 — настоящее время   | Евгений Арнольдович Станиславов | 1960—      | 21 апреля 2021              |                                                          |